# Bulletin de l'Académie impériale des sciences de Saint-Pétersbourg
Le Bulletin de l'Académie impériale des sciences de Saint-Pétersbourg (abréviation: Bull. Acad. Imp. Sci. Saint-Pétersbourg) est une revue scientifique pluridisciplinaire illustrée qui fut éditée à Saint-Pétersbourg.
Elle parut en français et en allemand de 1860 à 1888, avec des articles descriptifs en latin.

## Thèmes
Elle comprenait des thèmes scientifiques variés: botaniques, astronomie, chimie, mathématiques, météorologie, minéralogie, physique, zoologie. Elle publiait également des articles sur les sciences humaines:
archéologie, géographie, histoire antique, littérature antique et orientale.

## Publication
Elle était publiée par l'Académie impériale des sciences de Saint-Pétersbourg et fit paraître trente-deux volumes.
Elle fut précédée par le Bulletin de la Classe physico-mathématique de l'Académie impériale des sciences de Saint-Pétersbourg (1843-1859) et fut suivie par le Bulletin de l'Académie impériale des sciences de Saint-Pétersbourg, nouvelle série (1890-1894) dont le titre devint Les Nouvelles de l'Académie impériale des sciences (1894-1906).